# Guerra Franco-Siamesa

Reivindicações territoriais abandonadas por Sião no final do século XIX e início do século XX. O resultado da Guerra Franco-Siamesa foi a cessão de Laos (azul escuro) para a França em 1893.

A Guerra Franco-Siamesa de 1893 foi um conflito entre a Terceira República Francesa e o Reino de Rattanakosin. Auguste Pavie, vice-cônsul francês em Luang Prabang em 1886, era o principal agente em promover os interesses franceses no Laos. Suas intrigas, que aproveitavam da fraqueza dos siameses na região e das invasões periódicas por rebeldes vietnamitas de Tonkin, aumentaram as tensões entre Banguecoque e Paris. Após o conflito, os siameses concordaram em ceder o Laos para a França, um ato que levou à expansão significativa da Indochina francesa.